# Golden Age of Music
Golden Age of Music é o primeiro álbum de estúdio do projeto neerlandês Supersonic Revolution, liderado por Arjen Anthony Lucassen. Foi lançado em 19 de maio de 2023 pela Music Theories, da Mascot Label Group. O álbum foca na década de 1970 e é musicalmente inspirado na música da época, indo do rock progressivo ao heavy metal e ao glam rock, acenando mais especificamente a nomes como Pink Floyd, Led Zeppelin, Deep Purple e Rainbow, com as suas letras também aludindo ao cinema da época, por exemplo Steven Spielberg.
O projeto surgiu a partir de um pedido de uma revista musical alemã por um cover que Arjen tivesse disponível. Ele propôs simplesmente gravar um para eles e, num prazo de uma semana, reuniu um conjunto com alguns de seus músicos favoritos. Depois de gravar um cover de "Heard It on the X", do ZZ Top, eles decidiram oficializar uma banda e gravar um álbum de estúdio.
A arte da capa foi criada por Claudio Bergamin. O álbum foi divulgado com três singles: "The Glamattack", lançada em 17 de fevereiro; "Rise of the Starman", sobre David Bowie e seu personagem Ziggy Stardust, em 23 de março; e a faixa título em 20 de abril, com referências  dos anos 1970, incluindo T. Rex, Rainbow, Pink Floyd, Deep Purple, Alice Cooper e Thin Lizzy.

## Lista de faixas
Todas as letras escritas por Arjen Lucassen, exceto "Holy Holy Ground" por John Jaycee Cuijpers, todas as músicas compostas por Arjen Lucassen, exceto "SR Prelude" por Joost van den Broek e "The Glamattack" por Arjen Lucassen e Joost van den Broek.
| Faixas de Golden Age of Music |                                                                            |         |  |
| N.º                           | Título                                                                     | Duração |  |
| 1.                            | "SR Prelude" (Prelúdio SR)                                                 | 1:32    |  |
| 2.                            | "The Glamattack" (O Glamataque)                                            | 5:15    |  |
| 3.                            | "Golden Age of Music" (Era de Ouro da Música)                              | 5:12    |  |
| 4.                            | "The Rise of the Starman" (A Ascensão do Starman)                          | 4:49    |  |
| 5.                            | "Burn It Down" (Queime)                                                    | 4:52    |  |
| 6.                            | "Odyssey" (Odisseia)                                                       | 6:46    |  |
| 7.                            | "They Took Us by Storm"                                                    | 5:05    |  |
| 8.                            | "Golden Boy" (Menino de Ouro)                                              | 5:49    |  |
| 9.                            | "Holy Holy Ground" (Sagrado, Sagrado Chão)                                 | 5:06    |  |
| 10.                           | "Fight of the Century" (Luta do Século)                                    | 3:55    |  |
| 11.                           | "Came to Mock, Stayed to Rock" (Vim pra Incomodar, Fiquei para Tocar Rock) | 6:07    |  |

| Faixas bônus |                                                                     |         |  |
| N.º          | Título                                                              | Duração |  |
| 12.          | "Children of the Revolution" (Filhos da Revolução; cover do T. Rex) | 3:05    |  |
| 13.          | "Heard It on the X" (Ouvi no X; cover de ZZ Top)                    | 2:55    |  |
| 14.          | "Fantasy" (Fantasia; cover de Earth, Wind & Fire)                   | 4:09    |  |
| 15.          | "Love Is All" (O Amor É Tudo; cover de Roger Glover)                | 3:08    |  |

## Créditos
Conforme encarte.
- Arjen Anthony Lucassen – baixo
- John Jaycee Cuijpers – vocais
- Timo Somers – guitarra
- Joost van den Broek – teclados
- Koen Herfst – bateria

## Paradas
| Parada (2023)                         | Maior colocação |
| ------------------------------------- | --------------- |
| Bélgica (Ultratop Flandres)           | 156             |
| Países Baixos (Dutch Charts)          | 2               |
| Alemanha (Offizielle Deutsche Charts) | 59              |
| Suíça (Schweizer Hitparade)           | 28              |